# Hank Levine

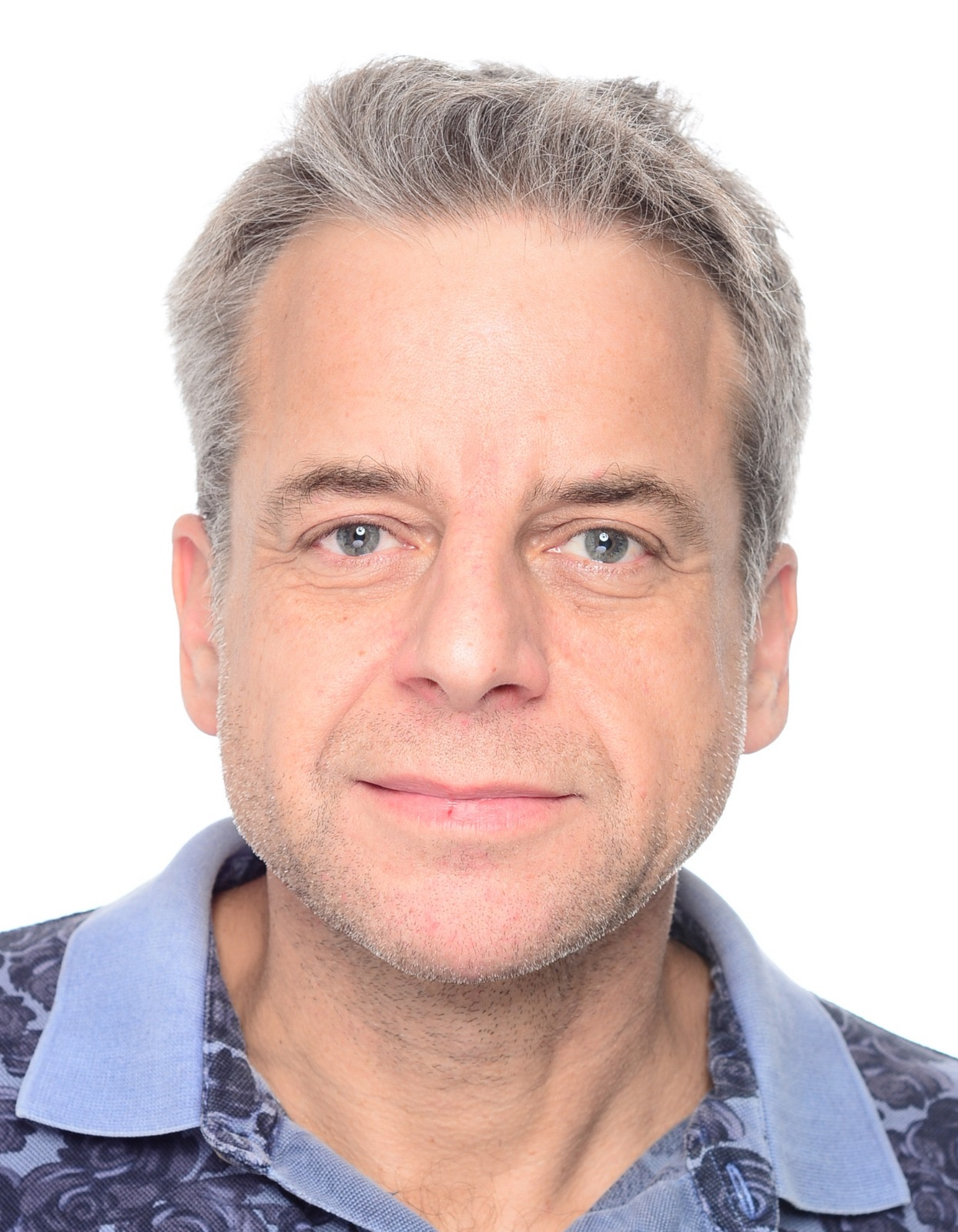
HL

Hank Levine, nacido con el nombre de Hans-Werner Maria Stumpf (29 de junio de 1965, Bonn, antigua República Federal de Alemania) es un productor, director y autor de documentales y largometrajes. También es fotógrafo y DJ.

## Vida y trabajo
Levine pasó los primeros años de su vida en el pueblo de Hennef. Cuando tenía once años, su padre se suicidó. Levine vivió con sus abuelos durante varios años, en 1985 se graduó de la escuela secundaria y estudió Derecho en Marburgo durante algunos semestres. En 1988 estudió Ciencias Económicas  en Bonn y a partir de 1990 en la Freien Universität Berlin, con un enfoque en Periodismo e Industrias Cinematográficas Europeas. 
Cuando aún era estudiante comenzó a rodar cortometrajes experimentales y a trabajar como actor en Off-Theatern (por ejemplo, (ACUD) en Berlín. En esa época actuó por primera vez bajo el nombre artístico de "Hank Levine". Estuvo casado con Esther Levy de 1996 a 1998 y desde entonces se le conoce como Hans-Werner Maria Levy.
Desde 1994 asistió a cursos de publicidad y producción de largometrajes en Programa de Extensión de la UCLA en Los Ángeles.  Entre 1996 y 1999, pasó a vivir en Nueva York  para filmar el documental  War Zone.  En 1999 se convirtió al judaísmo. En 2000 fue a Brasil y se casó con la productora Andrea Barata Ribeiro, con quien tiene dos hijas.
De 2000 a 2012 vivió en Brasil, trabajando con directores como Fernando Meirelles con quien produjo y coprodujo documentales nominados al Oscar como Waste Land y largometrajes como Ciudad de Dios y para su productora o2filmes creó en 2002 un departamento internacional, que dirigió hasta 2009. De 2008 a 2011 fue socio de la productora Ginga Eleven Filmes, también en São Paulo. 
En 1995 Levine fundó la productora Hank Levine Film GmbH (desde 2019 Hank Levine Film & Music GmbH (HLFM)), que produjo películas como War Zone y Ciudad de Dios, así como producciones musicales. Actualmente vive con su nueva pareja Paola Barbieri Pasquali en España.

## Enfoque artístico
Los documentales y largometrajes de Levine se centran en temas contemporáneos como los conflictos ambientales, sociopolíticos y sociales.
En 1998 tuvo éxito internacional por primera vez como productor con el documental War Zone, dirigido por Maggie Hadleigh-West. Producido durante varios años, la película documenta las agresiones sexuales contra mujeres en las calles de metrópolis estadounidenses como Nueva York y San Francisco. Este documental tuvo su estreno mundial en la Berlinale 1998 (sección "Forum").
Las películas Waste Land y Ciudad de Dios fueron seguidas por el documental Ginga (2005) y la película Rosa Morena (2010), dirigida por Carlos Augusto de Oliveira, quien recibió el Premio Itamaraty de Brasil. El primer trabajo de dirección propia de un documental largometraje fue en 2011 llamado Abandonados.
Le siguieron Barcelona o Barsakh. Aquí acompañó a un grupo de personas en Senegal que querían llegar a la costa española en barcos de pesca.
Exodus, where I come from is disappearing, es una película concluida en el 2017 y también trata de temas de migración y refugio pero aquí a nivel global. Hank Levine relata historias de nuevos comienzos y de grandes cambios vitales y existenciales.
En 2019 Hank finalizó el documental Dialogue Earth, la biografía de la artista Ulrike Arnold y el proceso de creación de la obra "One World Painting“, que es una pintura monumental de doble cara y fue pintada con la tierra de todos los continentes. Esa obra representa un gran signo de exclamación y hace reflexionar sobre la problemática ambiental global.

## Filmografía (Selección)

### Como productor
- 1995: Ocean Blue, cortometraje.
- 1998: The Original Sin, cortometraje.
- 1998: War Zone, documental.
- 1999: Hidden Agenda (coproductor ejecutivo).
- 2000: Waterproof.
- 2000: Deus Jr. (coproductor).
- 2001: Dog Days.
- 2001: Xeretas (coproductor).
- 2002: City of God (coproductor).
- 2005: Ginga, documental.
- 2010: Pesadelo, cortometraje.
- 2010: Rosa Morena, película ficcional.
- 2010: Futebol Brasileiro, documental.
- 2010: 11 Waste Land, documental.
- 2011: Abandonados, documental.
- 2011: Independent Lens, documental.
- 2011: Barcelona or Barsakh, documental.
- 2012: DES, cortometraje.
- 2014: Praia do Futuro (productor).
- 2017: Exodus Where I Come from Is Disappearing, documental.
- 2019: Dialogue Earth, documental.

### Como director
- 1993: The Flying Dutchmen
- 2003: Batucada Remix
- 2004: DJ Mau Mau: Space Funk
- 2005: Ginga
- 2010: Pesadelo
- 2011: Abandonados
- 2011: Barcelona or Barsakh
- 2017: Exodus Where I Come from Is Disappearing
- 2019: Dialogue Earth